# Bezovje nad Zrečami
Bezovje nad Zrečami este o localitate din comuna Zreče, Slovenia, cu o populație de 88 de locuitori.